# 荒木田麗女
荒木田 麗女（あらきだ れいじょ、享保17年3月10日（1732年4月4日）- 文化3年1月12日（1806年3月1日））は、江戸時代中期の女流文学者。初名は隆（りう）で、のち麗（麗女）と改めた。字は子奇。号は紫山、清渚。

## 経歴
実父は伊勢神宮内宮の荒木田武遠（たけとお）で、13歳で叔父の外宮御師である荒木田武遇（たけとも）の養女となった。17歳から連歌を西山昌林（しょうりん）に学び、のち花の下昌廸（はなのもとしょうてき）にも師事して連歌に精進した。22歳（あるいは23歳）で慶徳家雅（けいとくいえただ、慶滋家雅とも）に嫁した。彼女の旺盛な創作活動は、好学な夫の理解と援助によるところが少なくない。『宇津保物語』の研究を発端に物語制作を始め、その著作年代は39歳から51歳頃にかけてにあたる。夫の死後は、連歌の第一人者として豊宮崎文庫の連歌会と自邸での月次回（つきなみかい）を指導した。最終的に彼女の著作は歴史物語、紀行文、文集、句集、随筆など約400巻にのぼり、非常に多作であった。山田八日市場の自邸にて75歳で没した。墓所は伊勢市浦口町旦過の一名天神山の上にある。法名は宝寿院霊雲浄光大姉。
彼女は幼少より学を好み、長じては和歌・連歌をものにし、また多くの古典を渉猟し漢詩・国史にも通暁して、その学殖は著した歴史物語の流麗な擬古文によく現われている。彼女の物語作品は、多くが平安貴族の世界を舞台とし、平安文学の亜流と位置付けられる。
代表作には次のようなものがある。
- 『月のゆくへ』 - 承安年間から寿永年間までの歴史書。2巻。
- 『池の藻屑』 - 元弘3年から慶長8年までの記事を記す仮名歴史書であり、『増鏡』の続編ともいえるもの[5]。明和8年作、14巻。
- 『藤の岩屋』 - 『遊仙窟』の翻案小説[5]。
- 『野中の清水』 - 本居宣長はこれを目にして添削批評を加えたが、彼女は反駁して応じなかった[5]。
- 『桐の葉』（桐葉） - 物語[3]。
- 『初午の日記』 - 紀行文[3]。

## 刊本
- 『女流文学全集 4巻』古谷知新編 文芸書院 1918　近代文芸叢書
- 『日本文学大系 校註　第12巻』池の藻屑　野村宗朔校註 国民図書 1926
- 『江戸時代女流文学全集』古谷知新編 日本図書センター 1979
- 『荒木田麗女物語集成』伊豆野タツ編 桜楓社 1982
- 『怪世談』石村雍子解説 しののめ書房 1992 朝霧叢書